# 2024~2025년 에티오피아 군발지진
2024~2025년 에티오피아 군발지진은 2024년 9월 말부터 2025년 2월 초까지 에티오피아 중부에서 발생한 일련의 군발지진 활동이다. 지진 대부분은 아와시펜탈레 지역으로 아와시 국립공원에 있는 판탈레산과 도판산 화산대 사이 혹은 두 화산 주변 지역에서 발생했다. 이 군발지진은 에티오피아 중부 대부분 지역에서 광범위하게 느껴졌으며 이 중 많은 지진이 국지적이지만 여러 피해도 입혔다.

## 지진
2024년 9월 27일부터 11월 2일까지 아파르주의 아와시펜탈레 지역에서 규모 M4.0 이상의 지진이 17차례 발생하며 군발지진이 시작되었다. 이 지진으로 발생한 흔들림은 오로미아주 대부분 지역에서 느껴지며 여러 우려를 일으켰다. 10월 6일 발생한 가장 큰 규모의 지진인 규모 M5.2 지진은 아와시 동북쪽 28 km 지점에서 일어났으며 진원 깊이는 약 10 km이다. 이 지진은 에티오피아 중부 전역에서 흔들림이 느껴졌다.
10월 13일 현지시각 7시 37분경 규모 M4.6 지진이 오로미아주에서 발생했다. 지진의 흔들림은 수도 아디스아바바, 아파르주 남부, 암하라주 남부, 오로미아주 중부, 소말리주 서북부를 포함한 에티오피아 중부와 동부에서 광범위하게 느껴졌다. 10월 16일 현지시각 오후 11시 11분에는 오로미아주 메테하라 지역에서 규모 M4.8의 지진이 발생했다. GFZ 지구과학 헬름홀츠 연구소는 지진의 영향을 이해하는 데 중요한 데이터를 첨부하여 지진 발생에 대해 최초의 자세한 보고서를 출판했다. 초기 보고에 따르면 진앙지 인근 주민들은 지진의 흔들림은 느꼈으나 피해는 없었다. 하지만 2024년 12월까지 큰 지진이 반복해서 일어났다.
2024년 12월 21일부터 2025년 2월 2일까지 규모 M4.0 이상의 지진이 241차례 발생하며 두 번째 군발지진이 발생했다. 지진 거의 대부분은 판탈레산 바로 아래에서 일어났다. 2025년 1월 3일 도판 화산 인근에서 증기 분출 같은 화산 활동의 징후가 포착되어 정부는 일부 주민에게 대피소로 대피하라고 촉구했다. 에티오피아 지질조사국은 공식 페이스북 홈페이지에 아와시펜탈레의 화산에서 분출되는 증기를 담은 비디오를 공개했다. 2025년 1월 4일에는 발생한 가장 큰 규모의 지진인 규모 M5.7의 지진이 아와시 북쪽 54 km 지역에서 발생했으며 진원 깊이는 8 km로 측정되었다.
이후 수주간 지진 발생 빈도가 줄어들다가, 2월 14일 메테하라 북북동쪽 6 km 지점에서 지금까지 발생했던 지진 중 가장 큰 규모의 지진인 규모 M6.0 지진이 발생했다. 이 지진은 1989년 이후 에티오피아에서 발생한 가장 큰 규모의 지진이자 1944년 이후 오로미아주에서 발생한 가장 큰 규모의 지진으로도 기록되었다.

## 피해
2024년 10월 6일 발생한 규모 M5.2 지진으로 여러 주택이 붕괴되었고 아와시펜탈레 지역의 모스크와 학교가 피해를 입었으며 지반에도 균열이 포착되었다.
2차 군발지진으로 2명이 사망하고 여러 명이 경상을 입었다. 2024년 12월 29일 발생한 규모 M5.1 지진으로 아와시펜탈레구 지역에서 주택 최소 30채가 붕괴되었고 건축물 100채 이상이 피해를 입었다. 총 주택 50채 이상, 학교와 상점 24곳이 붕괴되었으며 주택 수천채, 설탕공장, 여러 사무실 건물, 학교 27곳과 도로가 손상을 입었으며 아와시펜탈레-둘레차 지역에서 지반 균열이 확인되었다. 아파르주, 오로미아주, 암하라주 지역의 99,000명 이상이 피해를 입었다.

## 반응
2024년 10월 6일 지진으로 인한 피해를 조사하기 위해 공무원들은 진앙에서 가장 가까운 교통 인프라를 폐쇄하며 대응했다. 2025년 1월 6일에는 아디스아바바에서 지진 위험을 분석하기 위한 테스크포스가 편성되었다. 아디스아바바 대학교 지구물리우주과학천문연구소(IGSSA)와 에티오피아 지질조사국의 전문가들은 아디스아바바에서 느껴진 흔들림은 모두 아와시펜탈레, 둘레차, 오로미아펜탈레구에서 계속되는 군발지진 때문이라고 발표했다. 이런 지진 및 화산 활동 보고는 전지구 재난경보협력체계가 모니터링하고 있다. 에티오피아 정부는 주민 8만명이 대피한 상태이며 지진 활동과 도판 화산과의 연관성을 계속 주시중이라고 밝혔다.

## 같이 보기
- 2024년 지진
- 2025년 지진
- 에티오피아의 지진 목록